# Roberto Niederer
Roberto Niederer (* 9. Februar 1928 in Neapel; † 1. Dezember 1988 in Catanzaro (Kalabrien); heimatberechtigt in Wolfhalden) war ein Schweizer Unternehmer, Glasbläser und Künstler. Er leitete die Glasi Hergiswil.

## Leben
Roberto Niederer wurde als Auslandsschweizer in Neapel als Sohn des Beamten Robert Niederer und der Maria Niederer, geborene Colicchia, geboren. Er übersiedelte 1937 von Italien nach St. Gallen. Ab 1939 hatte er seinen Wohnsitz in Zürich und ehelichte im Jahr 1952 Rosemarie Auer.
Niederer absolvierte 1943 eine Lehre als Apparateglasbläser. Ab 1953 war er als selbstständiger Glasbläser in Zürich tätig. Er gründete verschiedene Glashütten in Italien. 1972 war Niederer Mitorganisator der Ausstellung Glas heute im Museum Bellerive in Zürich.
Niederer übernahm 1976 die Leitung der Glashütte in Hergiswil und führte das traditionsreiche Unternehmen mit diversen Innovationen, wie der Aktion Schweizer Glas aus der Krise. Er brachte Neuschöpfungen in die Glas- und Lampenproduktion ein und war als vielseitiger Glaskünstler tätig. Eines seiner Werke ist das Gussglasfenster der Kirche in Marthalen. Niederer erhielt mehrere nationale und internationale Auszeichnungen, so 1984 den Johann-Melchior-Wyrsch-Preis. Kurz vor seinem Tod übernahm 1988 sein Sohn Robert Niederer die Leitung der Glasi.